# Président du Congrès des pouvoirs locaux et régionaux
Le président du Congrès des pouvoirs locaux et régionaux du Conseil de l'Europe est élu par le Congrès. Son mandat est de deux ans et demi. Il est élu à tour de rôle parmi les représentants de la Chambre des Pouvoirs locaux et de la Chambre des régions.
Le président a la charge de l'ouverture, de la suspension et de la levée de la séance. Il dirige les travaux du Congrès, assure l'observation du Règlement, maintient l'ordre, donne la parole, déclare les discussions closes, met les questions aux voix et proclame les résultats des votes.
Le président du Congrès représente le Congrès dans ses relations avec d'autres organismes. Il est responsable notamment de l'information de l'Assemblée parlementaire et du Comité des ministres sur les textes adoptés par le Congrès.
Le président du Congrès exécute la politique décidée par le Congrès et maintient des contacts avec les organisations internationales, dans le cadre de la politique générale des relations extérieures du Conseil de l'Europe. Le président peut déléguer une partie de ses fonctions à cet égard aux vice-présidents du Congrès.
Le président actuel est Marc Cools, élu le 24 octobre 2023 pour un mandat de deux ans et demi.

## Depuis 1957
Entre 1957 et 2020, 29 représentants politiques de treize pays ont présidé à la construction de la démocratie locale et régionale européenne. En 2016, pour la première fois de son histoire, le Congrès a élu une femme Gudrun Mosler-Törnström en tant que présidente pour un mandat de deux ans.
Les Présidents du Congrès depuis sa création le 12 janvier 1957 sous le nom Conférence européenne des pouvoirs locaux.
En 1975, elle devient Conférence européenne des pouvoirs locaux et régionaux et en 1983 la Conférence permanente des pouvoirs locaux et régionaux en Europe
| Nationalité | Président             | Mandat                                |
| France      | Jacques Chaban-Delmas | du 12 janvier 1957 au 24 janvier 1960 |
| France      | Georges Dardel        | de 1960 à 1962                        |
| Luxembourg  | Henry Cravatte        | de 1962 à 1966                        |
| Royaume-Uni | Francis Hill          | de 1966 à 1968                        |
| Autriche    | Alois Lugger          | de 1968 à 1970                        |
| Norvège     | Kjell T. Evers        | de 1970 à 1972                        |
| Italie      | Giancarlo Piombino    | de 1972 à 1974                        |
| Pays-Bas    | Reint Laan            | de 1974 à 1976                        |
| Luxembourg  | Henry Cravatte        | de 1976 à 1978                        |
| Royaume-Uni | Gordon Pirie          | de 1978 à 1980                        |
| Suisse      | Bernard Dupont        | de 1980 à 1982                        |
| Pays-Bas    | Eric Kiesl            | de 1982 à 1984                        |
| Danemark    | John Winther          | de 1984 à 1985                        |
| Espagne     | Antoni Srana          | de 1985 à 1987                        |
| Royaume-Uni | John Morgan           | de 1987 à 1991                        |
| France      | Lucien Sergent        | de 1991 à 1992                        |
| Suède       | Bengt Mollstedt       | de 1992 à 1994                        |
| ----------- | --------------------- | ------------------------------------- |

| Nationalité | Présidence              | Mandat                                |
| Pays-Bas    | Alexander Tchernoff     | du 31 mai 1994 au 2 juillet 1996      |
| Suisse      | Claude Haegi            | du 2 juillet 1996 au 25 mai 1998      |
| France      | Alain Chénard           | du 26 mai 1998 au 23 mai 2000         |
| Espagne     | Llibert Cuatrecasas     | du 23 mai 2000 au 2 juin 2002         |
| Autriche    | Herwig van Staa         | du 2 juin 2002 au 25 mai 2004         |
| Italie      | Giovanni di Stasi       | du 25 mai 2004 au 30 mai 2006         |
| Norvège     | Halvdan Skard           | du 30 mai 2006 au 27 mai 2008         |
| Turquie     | Yavuz Mildon            | du 27 mai 2008 au 26 octobre 2010     |
| Royaume-Uni | Keith Whitmore          | du 26 octobre 2010 au 16 octobre 2012 |
| Autriche    | Herwig van Staa         | du 16 octobre 2012 au 14 octobre 2016 |
| France      | Jean-Claude Frécon      | du 14 octobre 2014 au 16 octobre 2016 |
| Autriche    | Gudrun Mosler-Törnström | du 16 octobre 2016 au 6 novembre 2018 |
| Suède       | Anders Knape            | du 6 novembre 2018 au 23 mars 2021    |
| Pays-Bas    | Leendert Verbeek        | du 23 mars 2021 au 24 octobre 2023    |
| Belgique    | Marc Cools              | depuis le 24 octobre 2023             |
| ----------- | ----------------------- | ------------------------------------- |